# Тазов, Вячеслав Леонидович
Вячеслав Леонидович Тазов (23 сентября 1936 — 1980-е) — советский хоккеист, защитник.

## Биография
Воспитанник ЦДСА. Победитель молодёжного чемпионата СССР 1955 в составе ЦСК МО. Выступал за команды «Химик» Воскресенск (1956/57 — класс «А»), СКИФ (1959/60 — 1960/61 — чемпионат РСФСР).
Победитель хоккейного турнира зимней Спартакиады народов СССР 1962 года в составе сборной Москвы.
Тренер юношеских и молодёжных команд ЦСКА (1961—1966), «Спартака» (1967—1980-е). Первый тренер Валерия Харламова.